# Bråbacka
Bråbacka är en bebyggelse vid södra änden av Örlen nordost om Tibro i Ransbergs socken i Tibro kommun. År 2015 avgränsade SCB här en småort. Vid avgränsningen 2020 klassades den som tätort.

## Befolkningsutveckling
| Befolkningsutvecklingen i Bråbacka 2015–2020 | Befolkningsutvecklingen i Bråbacka 2015–2020 | Befolkningsutvecklingen i Bråbacka 2015–2020 | Befolkningsutvecklingen i Bråbacka 2015–2020 | Befolkningsutvecklingen i Bråbacka 2015–2020 |
| -------------------------------------------- | -------------------------------------------- | -------------------------------------------- | -------------------------------------------- | -------------------------------------------- |
|                                              |                                              |                                              |                                              |                                              |
| År                                           |                                              |                                              | Folkmängd                                    | Areal (ha)                                   |
| 2015                                         | 2015                                         |                                              | 128                                          | 44#                                          |
| 2020                                         | 2020                                         |                                              | 227                                          | 60                                           |
| Anm.: Ny småort 2015 # Som småort.           |                                              |                                              |                                              |                                              |